# Entente Canach-Remich Bous
L'Entente Canach/Remich Bous est un club de football féminin situé à Canach au Luxembourg. C'est une association entre le FC Jeunesse Canach et l'Union Remich/Bous. 

## Palmarès
- Coupe du Luxembourg : 2014